# David Bohbot
Pour les articles homonymes, voir Bohbot.
David Bohbot, né le 24 avril 1943 à Casablanca et mort le 14 avril 2022 à Choisy-le-Roi,, est un homme politique français.

## Biographie
Masseur-kinésithérapeute de profession, David Bohbot devient député de la 2e circonscription du Val-de-Marne en remplacement de Laurent Cathala, nommé secrétaire d'État à la famille, aux personnes âgées et aux rapatriés dans le gouvernement Cresson.
Lors des élections municipales de 1995, il est tête de liste socialiste à Choisy-le-Roi face au maire sortant communiste Louis Luc mais ce dernier est réélu.
Il est aussi conseiller municipal (1971-2008) puis adjoint au maire (1973-2008) de Choisy-le-Roi et conseiller régional d'Île-de-France.
Il meurt le 14 avril 2022 à Choisy-le-Roi.

## Détail des fonctions et des mandats
Mandat parlementaire
- 18 juin 1991 - 1er avril 1993 : député de la 2e circonscription du Val-de-Marne

Mandats locaux
- 1971 - 2008 : conseiller municipal de Choisy-le-Roi
- 1973 - 2008 : adjoint au maire de Choisy-le-Roi
- jusqu'au 28 mars 2004 : conseiller régional d'Île-de-France (réélu en 1998)